# São João Baptista (Porto de Mós)
Pour les articles homonymes, voir São João Baptista et Baptista.
São João Baptista est une freguesia portugaise située dans le District de Leiria.
Avec une superficie de 16,18 km2 et une population de 2 869 habitants (2001), la paroisse possède une densité de 177,3 hab/km2.